# Xã Mooney, Quận Polk, Missouri
Xã Mooney (tiếng Anh: Mooney Township) là một xã thuộc quận Polk, tiểu bang Missouri, Hoa Kỳ. Năm 2010, dân số của xã này là 3.252 người.